# Lamothe (Haute-Loire)
Die französische Gemeinde Lamothe (okzitanisch La Mòta) mit 828 Einwohnern (Stand 1. Januar 2022) liegt im Département Haute-Loire in der Region Auvergne-Rhône-Alpes (vor 2016 Auvergne). Die Gemeinde gehört zum Arrondissement Brioude und zum Kanton Brioude. Die Einwohner werden Lamothois genannt.

## Geographie
Lamothe liegt etwa 46 Kilometer nordwestlich von Le Puy-en-Velay am Allier, der die Gemeinde im Westen begrenzt. 
Umgeben wird Lamothe von den Nachbargemeinden Azérat im Norden und Nordwesten, Agnat im Norden und Nordosten, Chaniat im Osten und Südosten, Fontannes im Süden, Brioude im Westen und Südwesten sowie Cohade im Nordwesten.

## Bevölkerungsentwicklung
| Jahr                       | 1962 | 1968 | 1975 | 1982 | 1990 | 1999 | 2006 | 2017 |
| Einwohner                  | 480  | 507  | 532  | 607  | 627  | 715  | 899  | 859  |
| Quellen: Cassini und INSEE |      |      |      |      |      |      |      |      |

## Sehenswürdigkeiten
- Kirche Saint-Jean-Baptiste
- Burg Lamothe aus dem 14. Jahrhundert, seit 1988 Monument historique

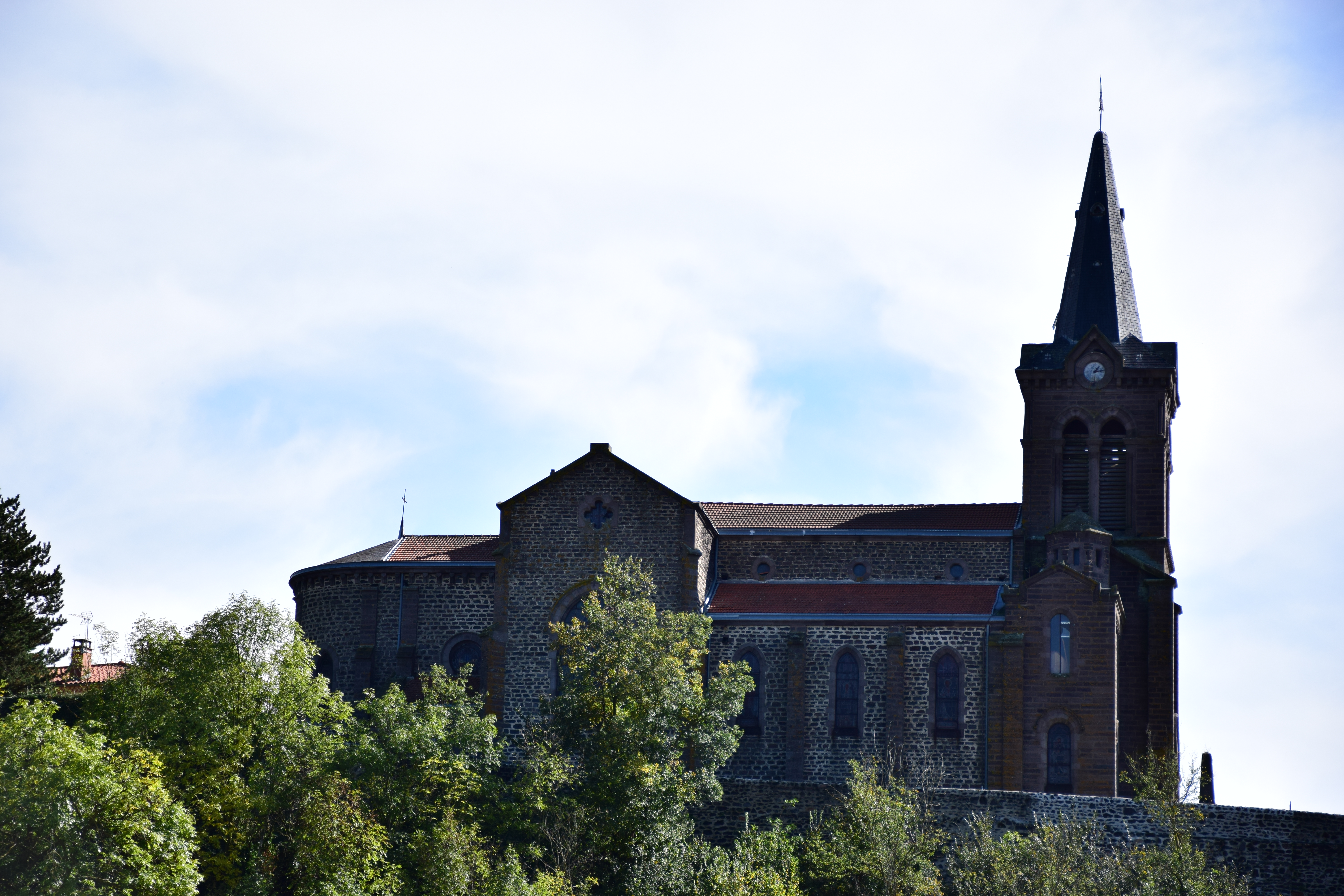
Kirche Saint-Jean-Baptiste
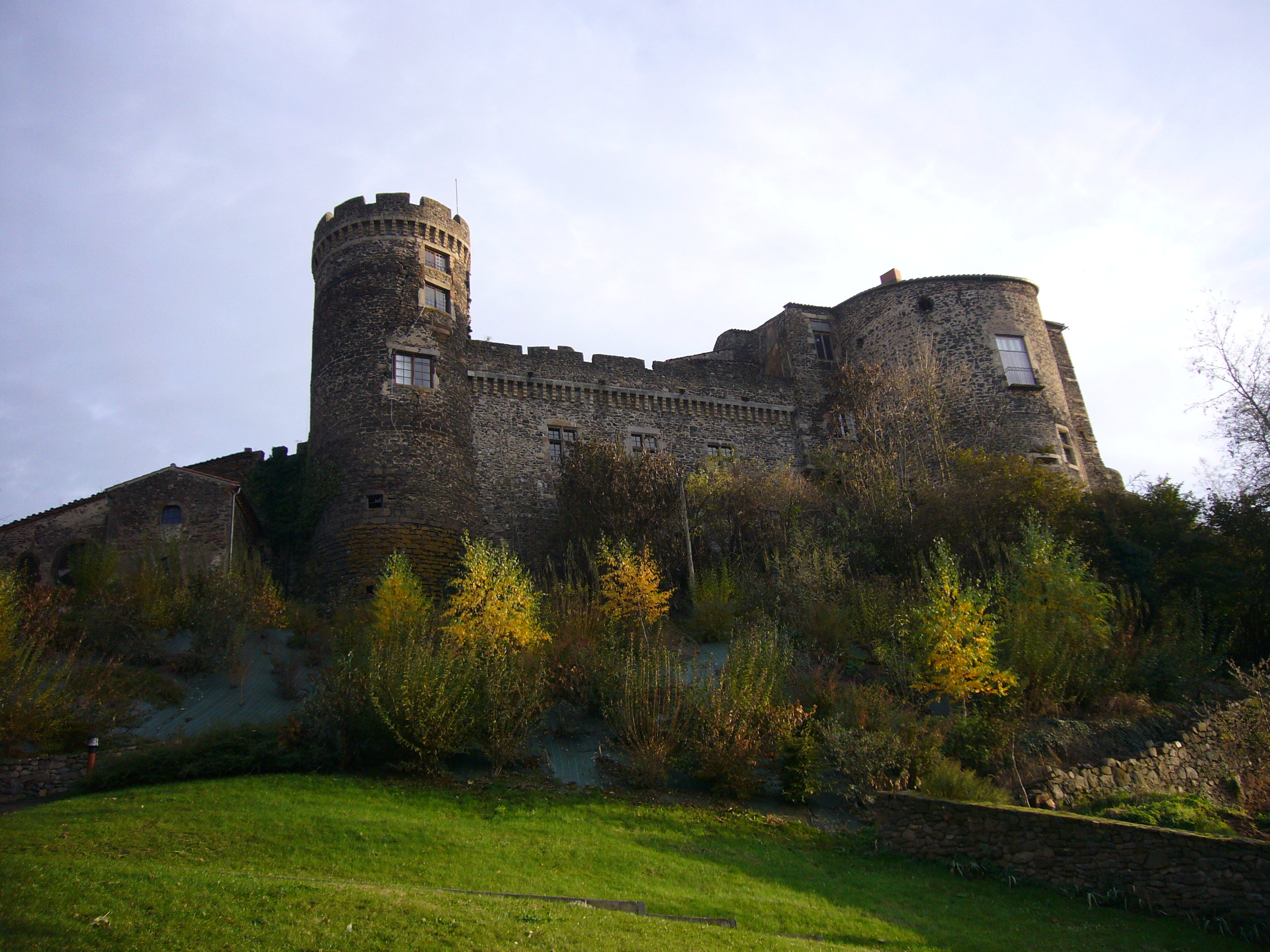
Burg Lamothe